# Denemarken op de Olympische Zomerspelen 1952
Denemarken nam deel aan de Olympische Zomerspelen 1952 in Helsinki, Finland. Bij de vorige editie werden nog twintig medailles gewonnen. Nu bleef de oogst beperkt tot zes stuks.

## Medailleoverzicht
| Sport        | Olympiër                                     | Discipline           | Medaille |
| ------------ | -------------------------------------------- | -------------------- | -------- |
| Kanovaren    | Bent Peder Rasch Finn Haunstoft              | C-2 1000m (v)        | Goud     |
| Zeilen       | Paul Elvstrøm                                | finn                 | Goud     |
| Paardensport | Lis Hartel                                   | dressuur individueel | Zilver   |
| Boksen       | Viktor Jørgensen                             | -67kg (m)            | Brons    |
| Roeien       | Jørgen Frantzen Svend Pedersen Poul Svendsen | twee-met (m)         | Brons    |
| Schermen     | Karen Lachmann                               | floret (v)           | Brons    |

## Deelnemers en resultaten

### Atletiek
| Olympiër              | Discipline             | Resultaat | Prestatie                                                                   |
| --------------------- | ---------------------- | --------- | --------------------------------------------------------------------------- |
| Gunnar Nielsen        | 800m (m)               | 4e        | serie 8: 2de in 1.53,0 halve finale 1: 1ste in 1.50,0 finale: 4de in 1.49,7 |
| Ib Planck             | 5000m (m)              | 19e       | serie 3: 6de in 14.31,6                                                     |
| Thyge Thøgersen       | 10000m (m)             | 24e       | 31.47,8                                                                     |
| Erik Simonsen         | marathon (m)           | 42e       | 2:46.41,4                                                                   |
| Olaf Sørensen         | marathon (m)           | 48e       | 2:55.21,0                                                                   |
| Ragnvald Thunestvedt  | 10km snelwandelen (m)  | 16e       | serie 1: 9de in 50.42,8                                                     |
| Harry Kristensen      | 50km snelwandelen (m)  | 20e       | 4:57.35,8                                                                   |
| Preben Larsen         | hink-stap-springen (m) | 13e       | kwalificatie groep A: 6de met 14,62m finale: 13de met 14,62m                |
| Jørgen Munk Plum      | discuswerpen (m)       | 13e       | kwalificatie groep B: 6de met 46,58m finale: 13de met 47,26m                |
| Poul Cederquist       | kogelslingeren (m)     | 16e       | kwalificatie groep B: 7de met 50,77m finale: 15de met 51,60m                |
|                       |                        |           |                                                                             |
| Lily Carlstedt-Kelsby | speerwerpen (v)        | 5e        | kwalificatie: 13de met 39,61m finale: 5de met 46,23m                        |

### Boksen
| Olympiër         | Discipline  | Resultaat | Prestatie |
| ---------------- | ----------- | --------- | --- |
| Kjeld Steen      | -51kg (m)   | 17e       | 1ste ronde: V van NOR Clausen: 1-2 |
| Niels Bertelsen  | -60kg (m)   | 17e       | 1ste ronde: V van CAN Kenny: knock-out |
| Hans Pedersen    | -63,5kg (m) | 17e       | 1ste ronde: V van ROU Ambrus: 0-3 |
| Victor Jörgensen | -67kg (m)   | Brons     | 1ste ronde: W van BRA Dib: knock-out 2de ronde: W van FIN Malmikoski: 2-1 kwartfinale: W van IND Norris: 3-0 halve finale: V van Sovjet-Unie Scherbakov: 0-3 |
| Ebbe Knud Kops   | -71kg (m)   | 9e        | 1ste ronde: vrok 2de ronde: V van RSA van Schalkwyk: 0-3 |

### Gewichtheffen
| Olympiër        | Discipline  | Resultaat | Prestatie                                                                                |
| --------------- | ----------- | --------- | ---------------------------------------------------------------------------------------- |
| Johan Runge     | -67,5kg (m) | 7e        | drukken: 1ste met 105kg trekken: 12de met 97,5kg stoten: 9de met 127,5kg totaal: 330kg   |
| Jörgen Moritzen | -75kg (m)   | 13e       | drukken: 16de met 97,5kg trekken: 12de met 105kg stoten: 12de met 137,5kg totaal: 340kg  |
| Jens Mortensen  | -90kg (m)   | 15e       | drukken: 16de met 102,5kg trekken: 19de met 100kg stoten: 12de met 142,5kg totaal: 345kg |

### Kanovaren
| Olympiër                          | Discipline     | Resultaat | Prestatie                                      |
| --------------------------------- | -------------- | --------- | ---------------------------------------------- |
| Bent Peder Rasch Finn Haunstoft   | C-2 1000m (m)  | Goud      | serie 1: 1ste in 4.32,9 finale: 1ste in 4.38,3 |
| Knud Albjerg                      | K-1 1000m (m)  | 12e       | serie 2: 4de in 4.24,2                         |
| Ejvind Hansen                     | K-1 10000m (m) | 4e        | 47.58,8                                        |
| Egon Dyg Andreas Lind             | K-2 1000m (m)  | 12e       | serie 1: 3de in 3.53,3 finale: 9de in 3.59,3   |
| Ingvard Nørregaard Svend Frømming | K-2 10000m (m) | 8e        | 45.59,6                                        |
|                                   |                |           |                                                |
| Bodil Svendsen                    | K-1 500m (v)   | 12e       | serie 2: 3de in 2.24,9 finale: 5de in 2.22,7   |

### Paardensport
| Olympiër                                             | Discipline  | Resultaat | Prestatie |
| Dressuur                                             | Dressuur    | Dressuur  | Dressuur |
| ---------------------------------------------------- | ----------- | --------- | --- |
| Lis Hartel                                           | individueel | Zilver    | 541,5 punten |
| Kristian Jensen                                      | individueel | 18e       | 439 punten |
| Eventing                                             |             |           | |
| Otto Mansted Acthon                                  | individueel | 26e       | dressuur: 12de met 121,66 strafpunten cross-country: 28ste met 126 strafpunten springconcours: 24ste met 20 strafpunten totaal: 267,66 strafpunten |
| Hans Andersen                                        | individueel | 25e       | dressuur: 29ste met 142,20 strafpunten cross-country: 21ste met 40 strafpunten springconcours: 32ste met 40 strafpunten totaal: 222,20 strafpunten |
| Aage Rubik-Nielsen                                   | individueel | 30e       | dressuur: 10de met 119 strafpunten cross-country: 32ste met 200 strafpunten springconcours: 24ste met 20 strafpunten totaal: 359 strafpunten       |
| Otto Mansted Acthon Hans Andersen Aage Rubik-Nielsen | team        | 5e        | dressuur: 5de met 382,86 strafpunten cross-country: 5de met 366 strafpunten springconcours: 6de met 80 strafpunten totaal: 828,86 strafpunten      |

### Roeien
| Olympiër | Discipline      | Resultaat | Prestatie |
| --- | --------------- | --------- | --- |
| Ebbe Parsner Åge Larsen | dubbel-twee (m) | 11e       | serie 1: 4de in 7.27,3 herkansingen: 3de in 7.09,3                                                                   |
| Bent Jensen Palle Tillisch | twee-zonder (m) | 8e        | serie 2: 2de in 8.13,3 halve finale 2: 4de in 8.15,7 halve finale herkansingen: 2de in 7.47,1                        |
| Jörgen Frantzen Svend Pedersen Poul Svendsen | twee-met (m)    | Brons     | serie 4: 2de in 8.02,7 halve finale 1: 3de in 8.18,7 halve finale herkansingen: 1ste in 7.51,2 finale: 3de in 8.34,9 |
| Knud Bruun Jensen Carl Nielsen Harry Nielsen Paul Locht                                                                                         | vier-zonder (m) | 12e       | serie 4: 4de in 6.50,5 1ste ronde herkansingen: 2de in 6.51,9                                                        |
| Niels Kristensen Ove Nielsen Peter Hansen Bent Blach Petersen Eivin Kristensen                                                                  | vier-met (m)    | 9e        | serie 2: 3de in 7.33,9 1ste ronde herkansingen: 1ste in 7.03,4                                                       |
| Björn Stybert Preben Hoch Mogens Snogdahl Jörn Snogdahl Helge Muxoll Schröder Björn Brannum Leif Hermansen Ole Scavenius Jensen John Vilhelmsen | acht (m)        | 10e       | serie 3: 4de in 6.17,9 1ste ronde herkansingen: 1ste in 6.17,8                                                       |

### Schermen
| Olympiër                                                                         | Discipline     | Resultaat | Prestatie |
| -------------------------------------------------------------------------------- | -------------- | --------- | --- |
| Raimondo Carnera                                                                 | degen (m)      | 30e       | 1ste ronde groep 2: 1ste met 5 overwinningen kwartfinale groep 5: 6de met 3 overwinningen                                                             |
| René Dybkær                                                                      | degen (m)      | 15e       | 1ste ronde groep 5: 1ste met 5 overwinningen kwartfinale groep 3: 4de met 4 overwinningen halve finale groep 1: 7de met 2 overwinningen               |
| Mogens Lüchow                                                                    | degen (m)      | 10e       | 1ste ronde groep 4: 1ste met 5 overwinningen kwartfinale groep 4: 3de met 5 overwinningen halve finale groep 2: 1ste met 7 overwinningen finale: 10de |
| Raimondo Carnera Erik Swane Lund René Dybkær Mogens Lüchow Ib Nielsen Jakob Lyng | degen team (m) | 5e        | 1ste ronde groep 4: 2de met 2 overwinningen kwartfinale groep 3: 2de met 2 overwinningen halve finale groep 1: 3de met 0 overwinningen                |
| Raimondo Carnera                                                                 | sabel (m)      | 39e       | 1ste ronde groep 4: 4de met 3 overwinningen kwartfinale groep 3: 8ste met 1 overwinningen                                                             |
| Palle Frey                                                                       | sabel (m)      | 21e       | 1ste ronde groep 7: 1ste met 6 overwinningen kwartfinale groep 1: 5de met 3 overwinningen                                                             |
| Ivan Ruben                                                                       | sabel (m)      | 41e       | 1ste ronde groep 1: 5de met 3 overwinningen |
| Paul Theisen Raimondo Carnera Ivan Ruben Palle Frey Jakob Lyng                   | sabel team (m) | 9e        | 1ste ronde groep 3: 1ste met 1 overwinning kwartfinale groep 2: 3de met 0 overwinningen                                                               |
|                                                                                  |                |           | |
| Ulla Barding-Poulsen                                                             | floret (v)     | 27e       | 1ste ronde groep 3: 5de met 2 overwinningen |
| Karen Lachmann                                                                   | floret (v)     | Brons     | 1ste ronde groep 2: 1ste met 4 overwinningen kwartfinale groep 3: 1ste met 4 overwinningen halve finale groep 1: 1ste met 7 overwinningen finale: 3de |
| Kate Mahaut                                                                      | floret (v)     | 35e       | 1ste ronde groep 4: 6de met 1 overwinning |

### Schietsport
| Olympiër            | Discipline                  | Resultaat | Prestatie                  |
| ------------------- | --------------------------- | --------- | -------------------------- |
| Uffe Schultz Larsen | 50m geweer 3 houdingen (m)  | 15e       | 1152 punten: (376-382-394) |
| Jørgen Hare         | 50m geweer liggend (m)      | 38e       | 392 punten: (99-98-98-97)  |
| Uffe Schultz Larsen | 50m geweer liggend (m)      | 28e       | 394 punten: (100-97-99-98) |
| Uffe Schultz Larsen | 300m geweer 3 houdingen (m) | 15e       | 1067 punten: (324-359-384) |
| Per Nielsen         | 25m snelvuurpistool (m)     | 47e       | 527 punten: (270-257)      |
| Per Winge           | 25m snelvuurpistool (m)     | 27e       | 549 punten: (269-280)      |
| Allan Christensen   | trap (m)                    | 31e       | 165 punten: (81-84)        |

### Schoonspringen
| Olympiër            | Discipline    | Resultaat | Prestatie                        |
| ------------------- | ------------- | --------- | -------------------------------- |
| Thomas Christiansen | 10m toren (m) | 11e       | voorronde: 11de met 69,10 punten |
| Jacob Gjerding      | 10m toren (m) | 15e       | voorronde: 15de met 65,88 punten |

### Turnen
| Olympiër                                                                                              | Discipline               | Resultaat | Prestatie     |
| --- | ------------------------ | --------- | ------------- |
| Freddy Jensen                                                                                         | meerkamp individueel (m) | 75e       | 104,30 punten |
| Poul Jessen                                                                                           | meerkamp individueel (m) | 66e       | 106,00 punten |
| Bjarne Jörgensen                                                                                      | meerkamp individueel (m) | 105e      | 100,25 punten |
| Barge Minerth                                                                                         | meerkamp individueel (m) | 129e      | 97,10 punten  |
| Barge Nielsen                                                                                         | meerkamp individueel (m) | 93e       | 102,20 punten |
| Gunnar Pedersen                                                                                       | meerkamp individueel (m) | 132e      | 95,85 punten  |
| Volmer Thomsen                                                                                        | meerkamp individueel (m) | 67e       | 105,80 punten |
| Freddy Jensen Poul Jessen Bjarne Jörgensen Barge Minerth Barge Nielsen Gunnar Pedersen Volmer Thomsen | meerkamp team (m)        | 15e       | 524,70 punten |

### Voetbal
| Olympiër | Discipline | Resultaat | Prestatie                                                                                          |
| --- | ---------- | --------- | -------------------------------------------------------------------------------------------------- |
| Poul Andersen Steen Blicher Jens Peter Hansen Jørgen W. Hansen Jørgen Johansen Knud Lundberg Svend Nielsen Poul Petersen Poul Erik Petersen Holger Seebach Erik Terkelsen Søren Andersen Henry From Ralf Ginzburg Carl Holm Aage Rou Jensen Knud Blak Jensen Per Knudsen Jørgen Olesen Jens Torstensen | mannen     | 5e        | 1ste ronde: W van Griekenland: 2-1 2de ronde: W van Polen: 2-0 kwartfinale: V van Joegoslavië: 3-5 |

### Wielersport
| Olympiër                                                                              | Discipline               | Resultaat | Prestatie |
| Baan                                                                                  | Baan                     | Baan      | Baan |
| ------------------------------------------------------------------------------------- | ------------------------ | --------- | --- |
| Ove Krogh Rants                                                                       | sprint (m)               | 12e       | 1ste ronde serie 6: 2de 1ste ronde herkansingen: 1ste in 12,3 kwartfinale 3: 2de kwartfinale herkansingen: 4de |
| Ib Vagn Hansen                                                                        | tijdrit (m)              | 6e        | 1.14,4 |
| Jens Juul Eriksen Olaf Holmstrup                                                      | tandem (m)               | 5e        | serie 4: V van Oostenrijk: 11,3 kwartfinale 3: V van Australië                                                 |
| Bent Jørgensen Jean Hansen Knud Andersen Preben Lundgren Kristensen Henning R. Larsen | ploegenachtervolging (m) | 6e        | kwalificatie: 6de in 4.54,1 kwartfinale: V van Frankrijk: 4.58,4                                               |
| Weg                                                                                   |                          |           | |
| Hans Andresen                                                                         | wegwedstrijd (m)         | 8e        | 5:11.18,5 |
| Helge Hansen                                                                          | wegwedstrijd (m)         | 52e       | 5:27.08,8 |
| Ove Krogh Rants                                                                       | wegwedstrijd (m)         | 37e       | 5:22.34,1 |
| Jørgen Frank Rasmussen                                                                | wegwedstrijd (m)         | 19e       | 5:14.09,4 |
| Hans Andresen Jørgen Frank Rasmussen Wedell Østergaard Helge Hansen                   | wegwedstrijd team (m)    | 6e        | 15:48.02,0 |

### Worstelen
| Olympiër           | Discipline  | Resultaat   | Prestatie                                                                                              |
| Vrije stijl        | Vrije stijl | Vrije stijl | Vrije stijl                                                                                            |
| ------------------ | ----------- | ----------- | --- |
| Eigil Johansen     | -57kg (m)   | 8e          | 1ste ronde: W van BEL Trimpont 2de ronde: W van EGY Shehata: 3-0 3de ronde: V van HUN Bencze: 0-3      |
| Erik Astrand       | -67kg (m)   | 15e         | 1ste ronde: V van ITA Nizzola: 0-3 2de ronde: W van MEX Tovar: 3-0 3de ronde: V van URS Yaltyryan: 0-3 |
| Grieks-Romeins     |             |             | |
| Svend Aage Thomsen | -52kg (m)   | 9e          | 1ste ronde: W van TCH Zeman: 3-0 2de ronde: V van URS Goerevitsj 3de ronde: V van YUG Vukov: 0-3       |
| Leo Cortsen        | -57kg (m)   | 12e         | 1ste ronde: V van TUR Demirsaren 2de ronde: V van ROU Popescu: 1-2                                     |
| Jack Rasmussen     | -67kg (m)   | 10e         | 1ste ronde: V van SWE Freij 2de ronde: W van GER Nettesheim 3de ronde: V van URS Safin                 |

### Zeilen
| Olympiër                                                  | Discipline | Resultaat | Prestatie                         |
| --------------------------------------------------------- | ---------- | --------- | --------------------------------- |
| Paul Elvstrøm                                             | finn       | Goud      | 8209 punten: (1-5-1-1-3-4-1)      |
| Ole Berntsen William Berntsen Aage Birch                  | dragon     | 5e        | 4460 punten: (3-7-1-5-4-8-17)     |
| Poul Arnold Ohff Henning Roger Christensen Ingeman Jensen | 5,5m       | 11e       | 2469 punten: (5-7-DNF-13-5-5-DSQ) |

### Zwemmen
| Olympiër                                                      | Discipline            | Resultaat | Prestatie                                                                   |
| ------------------------------------------------------------- | --------------------- | --------- | --------------------------------------------------------------------------- |
| Knud Gleie                                                    | 200m schoolslag (m)   | 34e       | serie 4: 6de in 2.51,4                                                      |
|                                                               |                       |           |                                                                             |
| Greta Andersen                                                | 100m vrije slag (v)   | 12e       | serie 2: 2de in 1.08,0 halve finale 2: 6de in 1.08,2                        |
| Ragnhild Hveger                                               | 100m vrije slag (v)   | 9e        | serie 5: 2de in 1.08,6 halve finale 1: 6de in 1.07,7                        |
| Mette Ove Petersen                                            | 100m vrije slag (v)   | 18e       | serie 1: 4de in 1.09,6                                                      |
| Greta Andersen                                                | 400m vrije slag (v)   | 8e        | serie 5: 2de in 5.21,3 halve finale 1: 4de in 5.22,1 finale: 8ste in 5.27,0 |
| Ragnhild Hveger                                               | 400m vrije slag (v)   | 5e        | serie 2: 1ste in 5.19,6 halve finale 2: 4de in 5.19,5 finale: 5de in 5.16,9 |
| Mette Ove Petersen                                            | 400m vrije slag (v)   | 18e       | serie 1: 3de in 5.30,6                                                      |
| Gerda Olsen                                                   | 100m rugslag (v)      | 14e       | serie 1: 5de in 1.20,1                                                      |
| Jytte Hansen                                                  | 200m schoolslag (v)   | 5e        | serie 5: 1ste in 2.57,7 halve finale 1: 4de in 2.59,5 finale: 5de in 2.57,8 |
| Kirsten Jensen                                                | 200m schoolslag (v)   | 21e       | serie 4: 5de in 3.07,5                                                      |
| Eileen Petersen                                               | 200m schoolslag (v)   | 22e       | serie 3: 5de in 3.09,3                                                      |
| Rita Larsen Mette Ove Petersen Greta Andersen Ragnhild Hveger | 4x100m vrije slag (v) | 4e        | serie 1: 3de in 4.36,4 finale: 4de in 4.36,2                                |

Argentinië · Australië · Bahama's · België · Bermuda · Birma · Brazilië · Brits-Guiana · Bulgarije · Canada · Ceylon · Chili · China · Cuba · Denemarken · Duitsland · Egypte · Filipijnen · Finland · Frankrijk · Goudkust · Griekenland · Groot-Brittannië · Guatemala · Hongarije · Hongkong · Ierland · IJsland · India · Indonesië · Iran · Israël · Italië · Jamaica · Japan · Joegoslavië · Libanon · Liechtenstein · Luxemburg · Mexico · Monaco · Nederland · Nederlandse Antillen · Nieuw-Zeeland · Nigeria · Noorwegen · Oostenrijk · Pakistan · Panama · Polen · Portugal · Puerto Rico · Roemenië · Saarland · Singapore ·  Sovjet-Unie · Spanje · Thailand · Trinidad en Tobago · Tsjecho-Slowakije · Turkije · Uruguay · Venezuela · Verenigde Staten · Vietnam · Zuid-Afrika · Zuid-Korea · Zweden · Zwitserland